# Amtsgericht Heilbronn

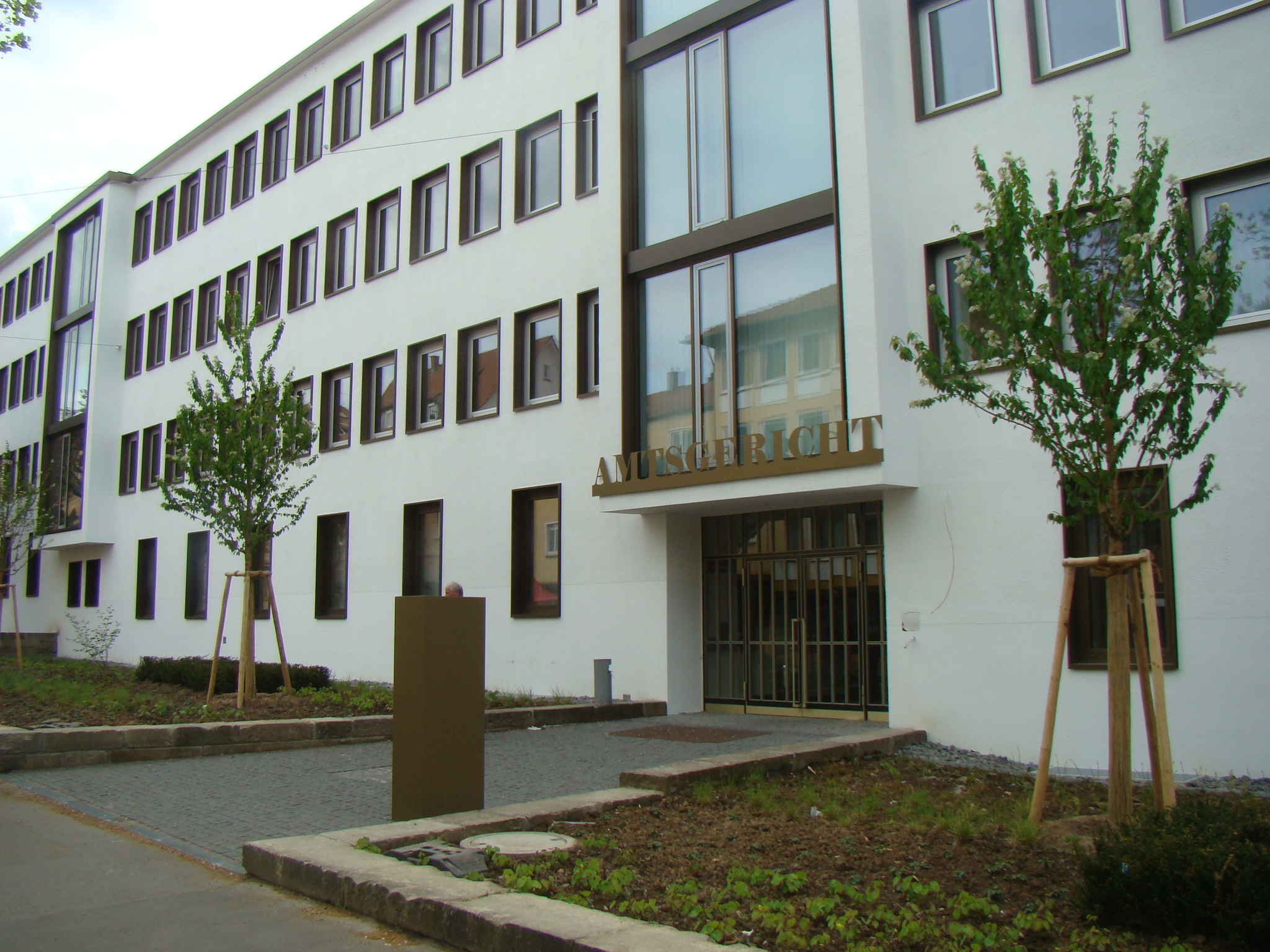
Der Eingang des Amtsgerichts Heilbronn

Das Amtsgericht Heilbronn ist ein Gericht der ordentlichen Gerichtsbarkeit des Landes Baden-Württemberg. Es ist eines von acht Amtsgerichten im Bezirk des Landgerichts Heilbronn. Zuständiges Oberlandesgericht ist das Oberlandesgericht Stuttgart.

## Gerichtsbezirk und -sitz
Das Gericht sitzt in der Stadt Heilbronn in der Wilhelmstraße 2–6, direkt neben dem Landgericht in der Wilhelmstraße 8.
Der Gerichtsbezirk des Amtsgerichts Heilbronn umfasst neben der Stadt Heilbronn, die ein eigenständiger Stadtkreis ist, auch die Städte und Gemeinden Abstatt, Bad Friedrichshall, Bad Rappenau, Bad Wimpfen, Beilstein, Eberstadt, Ellhofen, Eppingen, Erlenbach, Flein, Gemmingen, Gundelsheim, Hardthausen am Kocher, Ilsfeld, Ittlingen, Jagsthausen, Kirchardt, Langenbrettach, Lauffen am Neckar, Lehrensteinsfeld, Leingarten, Löwenstein, Massenbachhausen, Möckmühl, Neckarsulm, Neckarwestheim, Neuenstadt am Kocher, Neudenau, Nordheim, Obersulm, Oedheim, Offenau, Roigheim, Schwaigern, Siegelsbach, Talheim, Untereisesheim, Untergruppenbach, Weinsberg, Widdern und Wüstenrot. Sie gehören alle zum Landkreis Heilbronn. Für die restlichen Städte und Gemeinden des Landkreises Heilbronn, alle im Zabergäu gelegen, ist das kleine Amtsgericht Brackenheim zuständig.
Das Gericht ist in erster Instanz für Zivilsachen, Familiensachen und Strafsachen zuständig. Als Insolvenzgericht, in Wirtschaftsstrafsachen und in Personenstandssachen ist es für den gesamten Bezirk des Landgerichts Heilbronn zuständig. Für Haftsachen gegen Jugendliche und Heranwachsende sowie bei Verfahren vor dem Jugendschöffengericht ist das Amtsgericht Heilbronn für den Bezirk des Landgerichts Heilbronn mit Ausnahme des Amtsgerichtsbezirks Schwäbisch Hall zuständig. In Haftsachen gegen Erwachsene und in Abschiebungshaftsachen ist es auch für die Bezirke der Amtsgerichte Besigheim, Brackenheim, Marbach am Neckar und Vaihingen an der Enz zuständig, ebenso beim Bereitschaftsdienst.
Seit Februar 2015 ist am Amtsgericht Heilbronn eines der 13 zentralen Grundbuchämter des Landes Baden-Württemberg angesiedelt, die seit 2012 aufgebaut werden und die vorher 650 Grundbuchämter im Land ersetzen. Das Grundbuchamt ist in angemieteten Räumen im Heilbronner Neckarturm in der Bahnhofstraße 3 untergebracht und für den Bezirk des Landgerichts Heilbronn zuständig. Zuvor waren die 38 Notariate des Bezirks für die Führung des Grundbuchs zuständig. Zum Stichtag 31. Dezember 2017 lagen alle Grundbuchakten in digitaler Form im Grundbuchamt des Amtsgerichts Heilbronn vor.

## Geschichte
1811 wurde das Oberamtsgericht Heilbronn für das damalige Oberamt Heilbronn errichtet. Bis 1819 hatte es seinen Sitz im ehemaligen Schöntaler Hof, der sich in Staatsbesitz befand. Nach dessen Verkauf zog es 1819 in die Sülmerstraße 1 um, 1861 dann in einen Neubau am jetzigen Standort in der Wilhelmstraße 2–6.
1879 erfolgte aufgrund des Gerichtsverfassungsgesetzes die Umbenennung in Amtsgericht Heilbronn. Der Gerichtsbezirk erweiterte sich mehrmals durch Auflösungen benachbarter Amtsgerichte, so 1926 durch die des Amtsgerichts Weinsberg, 1943 die des Amtsgerichts Neckarsulm und 1974 die des Amtsgerichts Eppingen. Das Heilbronner Gewerbe- und Kaufmannsgericht wurde 1927 in ein Arbeitsgericht umgewandelt und dem Amtsgericht angeschlossen, später aber als Arbeitsgericht Heilbronn wieder eigenständig.
Der Stammsitz in der Wilhelmstraße wurde 1923 bis 1930 in mehreren Etappen erweitert und ausgebaut. Die erste Richterin arbeitete 1930 beim Heilbronner Amtsgericht. 1934 entstand aufgrund des Gesetzes zur Verhütung erbkranken Nachwuchses ein Erbgesundheitsgericht am Amtsgericht Heilbronn.
Durch den Luftangriff auf Heilbronn am 4. Dezember 1944 brannte das Gerichtsgebäude größtenteils aus. Das Gericht wurde zunächst nach Öhringen evakuiert und kurz nach Ende des Zweiten Weltkriegs in ehemaligen Heilbronner Privathäusern in der Bismarckstraße 63 und der Bismarckstraße 67 untergebracht. Das durch den Luftangriff und weitere Kampfhandlungen schwer beschädigte Gerichtsgebäude in der Wilhelmstraße wurde 1949/1950 teils wieder aufgebaut, teils abgerissen und durch Neubauten ersetzt. Anfang 1951 zog das Amtsgericht wieder an seine frühere Adresse. Aus Platzmangel wurden später Teile des Gerichts in andere Gebäude in der näheren Umgebung ausgelagert.
Bis 2003 leitete ein Direktor das Amtsgericht Heilbronn, die Dienstaufsicht lag beim Präsidenten des Landgerichts Heilbronn. Seit diesem Jahr ist das Amtsgericht Heilbronn ein Präsidialgericht mit eigenem Gerichtspräsidenten.

### Direktoren und Präsidenten
(unvollständig)
- 1920[3] –1926[4] Eugen Kolb
- 1926[4]–1938[5] Hans Pfleiderer
- 1938[5]–0000 Karl Eberhardt
- 000000–1950[6] Gerhard Schrempf
- 1950–1955 Emil Müller
- 1955–1967 Albert Friedrich
- 1967–1973 Hellmut Rüger
- 1973–1982 Hugo Stellrecht
- 1982–1989 Eberhard Härter
- 1989–1994 Klaus Wittig
- 1994–2001 Herm-Joachim Amelung
- 2001–2007 Wolfgang Görlich
- 2008–2010 Harald Heydlauf
- 2010–2015 Reiner Hettinger
- 2016–2023 Till Jakob[7]
- 2024–0000 Andreas Arndt[7]

## Juristen, die am Amtsgericht Heilbronn tätig waren
- Eugen Kolb
- Ulrich Meyer-Cording
- Thomas Offenloch
- Adolf Otto